# Ammocibicides
Ammocibicides es un género de foraminífero bentónico de la subfamilia Placopsilininae, de la familia Placopsilinidae, de la superfamilia Lituoloidea, del suborden Lituolina y del orden Lituolida. Su especie tipo es Ammocibicides proteus. Su rango cronoestratigráfico abarca el Holoceno.

## Discusión
Clasificaciones previas incluían Ammocibicides en el suborden Textulariina del orden Textulariida, o en el orden Lituolida sin diferenciar el suborden Lituolina.

## Clasificación
Ammocibicides incluye a las siguientes especies:
- Ammocibicides anatolicus
- Ammocibicides pontoni
- Ammocibicides proteus